# Rascló culnegre
El rascló culnegre (Pardirallus nigricans) és una espècie d'ocell de la família dels ràl·lids (Rallidae) que habita pantans dels Andes, al sud-oest de Colòmbia, est de l'Equador i del Perú, nord de Bolívia, est del Brasil, el Paraguai i nord-est de l'Argentina.